# Вяжевич, Мария Валерьевна
Мария Валерьевна Вяжевич (род. 5 мая 1973 года, Москва, РСФСР, СССР) — российский искусствовед, академик Российской академии художеств (2011).

## Биография
Родилась 5 мая 1973 года в Москве.
В 1996 году — окончила факультет теории и истории изобразительного искусства Московского художественного института имени В. И. Сурикова, в 2000 году — аспирантуру НИИ теории и истории изобразительных искусств Российской академии художеств.
В 2000 году — защитила кандидатскую диссертацию, тема: «Проблемы преемственности и развития в живописных мастерских МГАХИ им. В. И. Сурикова во второй половине XX века: Мастера, программы, ученики».
С 2009 года — ведущий научный сотрудник-методист сектора по научно-методической работе Отдела научно-методической работы по современному искусству Московского музея современного искусства.
С 2011 года — заместитель начальника Научно-организационного управления по координации программ фундаментальных научных исследований и инновационных проектов Российской академии художеств.
В 2011 году — избрана академиком Российской академии художеств от Отделения искусствознания и художественной критики.

## Творческая и общественная деятельность
Автор книг и статей по истории и современному изобразительному искусству, художественному образованию, в том числе: МГАХИ им. В. И. Сурикова. Мастера, программы, ученики (М., 2002), Гамзат Газимагомедов (Махачкала, 2002), Борис Неменский. Друзья, соратники, ученики (М., 2004); монографии: Геннадий Соколов. Авторское холодное оружие (М., 2004), Александр Воронков (М., 2005), Евгений Ромашко (М., 2006), Белое оружие. Авторское художественное холодное оружие (М., 2006), Женские образы в мировом искусстве (М., 2008), Александр Толстиков. Живопись (СПб., 2010) и др.; куратор и автор-составитель мультимедиа-журнала по современному искусству «Высокий стиль» (М., 2005—2006)
Автор концепций и организатор научных проектов, международных конференций — «Искусство и наука в современном мире» (Москва, 2009), «Сохранение и возрождение духовного и культурного наследия, 1000-летию Ярославля посвящается», (Ярославль, 2010), «Гуманистические основы и социальные функции искусства» (Москва, 2011), «Искусство и наука в современном мире, 300-летию М. В. Ломоносова посвящается» (Санкт-Петербург, 2011)
С 1999 года — член Союза журналистов Москвы.
С 2001 года — член Творческого союза художников России.
Член Экспертного совета Государственной Думы РФ по внесению изменений в Федеральный закон об оружии.

## Награды
- благодарности и медали Российской академии художеств